# Kuczmaczi
Kuczmaczi (gruz. კუჭმაჭი) — tradycyjne gruzińskie danie składające się z wątróbek, serc i żołądków drobiowych z orzechami włoskimi i posypany pestkami granatu.